# Lagenicella lacunosa
Lagenicella lacunosa är en mossdjursart som först beskrevs av Bassler 1934.  Lagenicella lacunosa ingår i släktet Lagenicella och familjen Teuchoporidae. Inga underarter finns listade i Catalogue of Life.